# 村上國清
村上國清（1546年—1603年）是日本戰國時代武將。父親是村上義清。別名是源五、源吾。通稱藏人。

## 生涯
天文22年（1553年），與父親義清（有爺孫的説法）一同被武田晴信追擊，於是投靠越後的長尾景虎（上杉謙信）並成為其猶子而娶了謙信的養女。而因為有上杉重房的血脈而繼承在當時斷絕的山浦上杉家並改名為山浦國清。最初以客將身份仕於謙信，在川中島之戰和越中的戰鬥等跟隨謙信在各地轉戰。在謙信死後仕於上杉景勝並在御館之亂中立下功績，因此從景勝的名字中受領一字而改名為山浦景國。
在天正10年（1582年）成為海津城城主而回復父親時代的舊領。天正18年（1590年），在豐臣秀吉的小田原征伐中擔任上杉軍的先鋒而活躍著。
慶長3年（1598年），跟隨景勝移封至會津後成為鹽之森城城代。以後消息不明。一説是在上杉家被移封至米澤時出奔。
山浦家在後來經過幸清、高國後，由景勝的側室桂岩院的實家四辻家出身的山浦光則繼承家名。